# دودمان لیائو
دودمان لیائو (‎/ljaʊ/‎؛ (به خیتانی: 'Mos Jælud')؛چینی سنتی: 遼朝؛چینی ساده‌شده: 辽朝؛ پین‌یین: Liáo cháo)، همچنین شناخته‌شده با نام امپراتوری خیتانی (به خیتانی: 'Mos diau-d kitai huldʒi gur')، با نام رسمی لیائوی کبیر (大遼؛ 大辽؛ دا لیائو)، یک امپراتوری در چین بود که از سال ۹۰۷ میلادی تا سال ۱۱۲۵ در حدود فلات مغولستان و بخش‌هایی از خاور دور روسیه، منچوری، شمال چین، و شمال‌شرقی شبه‌جزیره کره فرمانروایی می‌نمود. آبائوجی، خاقان خیتان‌ها در حدود زمان سقوط دودمان تانگ این امپراتوری را ایجاد کرد و نخستین حکومتی بود که بر تمام منچوری حکمرانی می‌کرد.

## سقوط
امپراتوری لیائو توسط جورچنهای سلسله کین در ۱۱۲۵ میلادی از میان رفت اما قوم خیتان مدتی بعد در آسیای مرکزی خانات قراختایی را به وجود آورد که تا یک قرن بعد (تا زمان حملهٔ مغولان به رهبری چنگیزخان) بر آن منطقه حکومت کرد.